# Área metropolitana de Huntsville
El área metropolitana de Huntsville - Decatur, oficialmente Área Estadística Metropolitana Combinada de Huntsville - Decatur, AL CSA según la denominación utilizada por la Oficina del Censo de los Estados Unidos; es un Área Estadística Metropolitana centrada en las ciudades de Huntsville y Decatur, estado de Alabama, Estados Unidos.
Cuenta con una población de 571.422 habitantes según el censo de 2010.

## Composición
Los 2 condados del área metropolitana de Huntsville y su población según los resultados del censo 2010:
- Limestone – 82.782 habitantes
- Madison – 334.811 habitantes;

y los 2 condados del área metropolitana de Decatur:
- Lawrence – 34.339 habitantes
- Morgan – 119.490 habitantes

## Principales ciudades del área metropolitana
Las ciudades núcleo del área son Huntsville y Deactur, otras comunidades con más de 10 000 habitantes son Athens, Hartselle, Madison y Monrovia.